# Synthymia prieta
Synthymia prieta là một loài bướm đêm trong họ Noctuidae.